# Planície de Catânia

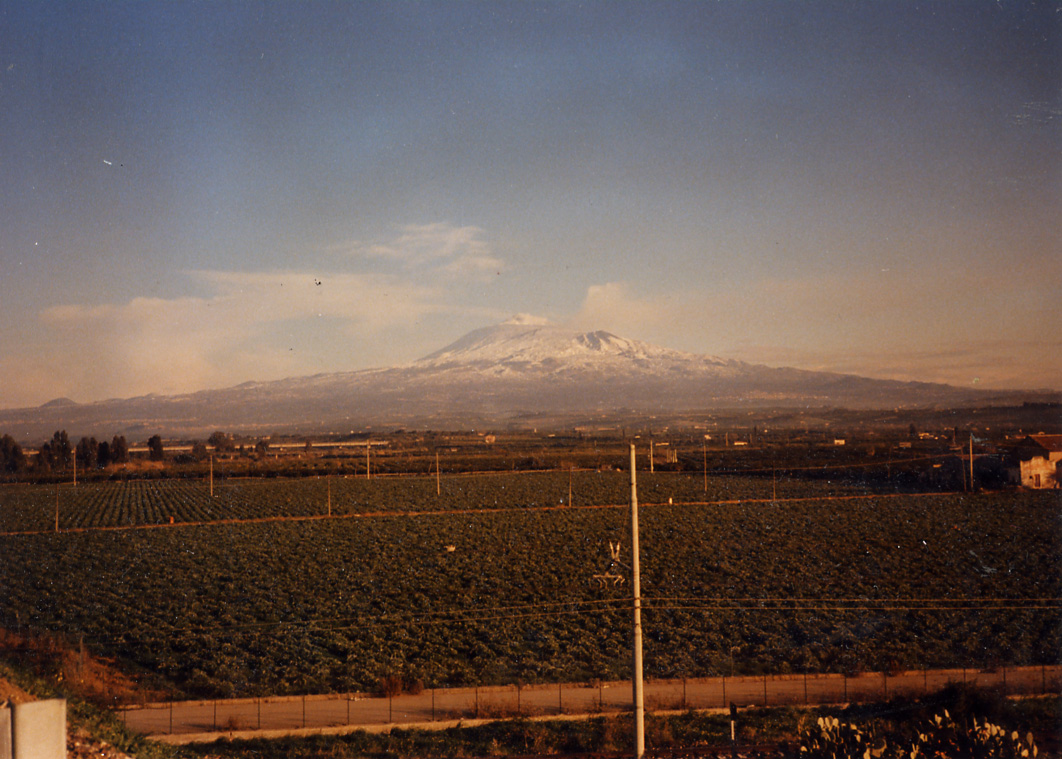
Uma vista da planície de Catânia vendo-se ao fundo o vulcão Etna.

A Planície de Catânia (em italiano e siciliano Piana di Catania) é a mais extensa e importante planície da Sicília (Itália).
Tem uma área de 430 km², o que equivale a um quinto de todas as planícies da ilha e é uma das mais extensas da Itália meridional. 
A planície de Catânia formou-se com o acúmulo dos sedimentos dos rios Dittaino, Simeto e de seus afluentes. O Etna pode ser visto desde qualquer ponto da planície e é o que faz dela fértil para agricultura pelo acúmulo de material vulcânico. De facto, a planície formou-se a partir da emersão do antigo vulcão do golfo primordial que existia em seu lugar, entre o Apenino Sículo e a cadeia montanhosa constituída pelos Montes Ereus e pelos Montes Ibleus. O território da Planície de Catânia compreende parte da província de Enna e parte da província de Catânia.